# باد زولزا
شهر باد زولزا در ایالت تورینگن در کشور آلمان واقع شده است.